# 東京都立府中けやきの森学園
東京都立府中けやきの森学園（とうきょうとりつ ふちゅうけやきのもりがくえん、英: Tokyo Metropolitan Fuchu Keyakinomori Gakuen）は、東京都府中市朝日町にある特別支援学校。本校と東京都立府中療育センター内にある「くぬぎ分教室」で構成される。

## 設置学部
- 肢体不自由教育部門（A部門）：小学部、中学部、高等部（普通科）
- 知的障害教育部門（B部門）：小学部、中学部、高等部（普通科）

## 児童・生徒・教職員数
令和7年度（2025年度）
- 児童・生徒数：395名
- 教職員数：306名

## 通学区域
肢体不自由教育部門（小学部・中学部・高等部）
- 府中市、調布市、狛江市全域
- 立川市
  - 羽衣町
- 武蔵野市
  - 吉祥寺南町、御殿山、境南町
- 三鷹市
  - 上連雀1丁目以外の地域
- 小金井市
  - 中町、東町、本町1丁目、本町6丁目、前原町、貫井南町
- 国分寺市
  - 泉町、内藤、西元町、東元町、南町
- 国立市
  - 北以外の地域

知的障害教育部門（小学部・中学部）
- 府中市
  - 朝日町、押立町、小柳町、是政、白糸台、清水が丘、多磨町、八幡町、浅間町1丁目、日吉町、緑町、紅葉丘、若松町

知的障害教育部門（高等部）
- 府中市
  - 朝日町、押立町、小柳町、是政、白糸台、清水が丘、多磨町、八幡町、浅間町1丁目、日吉町、緑町、紅葉丘、若松町
- 三鷹市、調布市、狛江市全域

## 部活動
肢体不自由教育部門
- パラスポーツ部
  - ボッチャ部門、ハンドサッカー部門、パラバドミントン部門、 陸上競技部門、eアスリート部門

知的障害教育部門
- 球技部
  - バスケットボール部門、サッカー部門、ソフトボール部門
- ダブルダッチ部
- 表現活動部
- 和太鼓部[5]

## 学校間交流
- 府中市立府中第四小学校[6]

## 歴代校長
- 初代校長　若杉哲文
- 第2代校長　山口真佐子
- 第3代校長　村山孝
- 第4代校長　堀内省剛
- 第5代校長　相賀直[7]

## 周辺
- 味の素スタジアム
- 武蔵野の森総合スポーツプラザ
- 調布飛行場